# Stazione di Boscotrecase
La stazione di Boscotrecase è una stazione della ferrovia Circumvesuviana, sita nell'omonimo comune.
Si trova sulla ferrovia Napoli-Pompei-Poggiomarino.

## Storia
Fu inaugurata nel dicembre 2009, in sostituzione della vecchia stazione posta in via Giacomo Matteotti.

## Strutture e impianti
Il fabbricato viaggiatori ospita la biglietteria, una sala d'attesa, servizi igienici e le rampe d'accesso al piano binari sottostante.
La stazione è a doppio binario, un'unica banchina centrale serve entrambi i binari.
Non è presente scalo merci.

## Movimento
Nella stazione fermano tutti i treni diretti a Napoli e Poggiomarino.

## Servizi
- Biglietteria
- Sala d'attesa